# Талихина (Оклахома)
Талихина (енгл. Talihina) град је у америчкој савезној држави Оклахома.

## Демографија
По попису из 2010. године број становника је 1.114, што је 97 (-8,0%) становника мање него 2000. године.
| Група             | 2000.       | 2010.       |
| Белци             | 658 (54,3%) | 516 (46,3%) |
| Афроамериканци    | 13 (1,1%)   | 21 (1,9%)   |
| Азијати           | 1 (0,1%)    | 1 (0,1%)    |
| Хиспаноамериканци | 14 (1,2%)   | 31 (2,8%)   |
| Укупно            | 1.211       | 1.114       |